# کاروانسرای گچین
کاروانسرای گچین مربوط به دوره قاجار است و در شهرستان بندرعباس، مسیرجاده بندرلنگه به بندرعباس واقع شده و این اثر در تاریخ ۲ خرداد ۱۳۷۸ با شمارهٔ ثبت ۲۳۲۷ به‌عنوان یکی از آثار ملی ایران به ثبت رسیده است.